# Open de Corée du Sud (taekwondo)
Pour les articles homonymes, voir Open de Corée du Sud.
L'Open de Corée du Sud est une compétition de taekwondo organisée annuellement par la Association coréenne de taekwondo.
Ce tournoi est un événement majeur dans le calendrier mondial du fait de son label « WTF-G2 ».

## Lieu des éditions
| Lieu      | Année | Année | Année | Année | Année | Année | Année | Année | Année | Année | Année |
| Lieu      | 09    | 10    | 11    | 12    | 13    | 14    | 15    | 16    | 17    | 18    | 19    |
| --------- | ----- | ----- | ----- | ----- | ----- | ----- | ----- | ----- | ----- | ----- | ----- |
| Chuncheon |       |       |       |       |       |       |       |       |       |       |       |
| Gumi      |       |       |       |       |       |       |       |       |       |       |       |
| Gyeongju  |       |       |       |       |       |       |       |       |       |       |       |
| Incheon   |       |       |       |       |       |       |       |       |       |       |       |
| Jeju      |       |       |       |       |       |       |       |       |       |       |       |

## Palmarès hommes
| WTF-G2 | WTF-G2                    | WTF-G2             | WTF-G2                | WTF-G2          | WTF-G2           | WTF-G2                 | WTF-G2              | WTF-G2         |
| Année  | -54 kg                    | -58 kg             | -63 kg                | -68 kg          | -74 kg           | -80 kg                 | -87 kg              | +87 kg         |
| ------ | ------------------------- | ------------------ | --------------------- | --------------- | ---------------- | ---------------------- | ------------------- | -------------- |
| 2019   | Bae Jun-seo               | Lee Chae-Ho        | Park Jeong-woo        | Noh Min-woo     | Park Sang-uk     | Park Woo-hyeok         | Lee Seon-gi         | In Kyo-don     |
| 2018   | Bae Jun-seo               | Jang Jun           | Park Jeong-woo        | Park Ji-min     | Cho Ho-hyun      | Lee Hwa-jun            | Byeon Gil-young     | In Kyo-don     |
| 2017   | Heo Seong-joo             | Tumenbayar Molom   | Cho Gang-min          | Noh Min-woo     | Won Jong-hun     | Nam Goong-hwan         | Lee Seung-hwan      | Yi Yang        |
| 2016   |                           |                    |                       |                 |                  |                        |                     |                |
| 2015   | Armin Hadipour Seighalani | Cho Gang-min       | Kim Seok-bae          | Shin Dong-yun   | Hun Kim          | Milad Beigi Harchegani | Jasur Baykuziev     | Dmitriy Shokin |
| 2014   | Lee Woo-chan              | Farzan Ashourzadeh | Arman Irgaliev        | Ryu Dae-han     | Hun Kim          | Mehdi Khodabakhshi     | Ahmed Mohammadi     | Cha Dong-min   |
| 2013   | Hwang in-ha               | Seok Seung-woo     | Kim Je-yeup           | Lee Joo-seong   | Yoo Yong-sik     | Lee Sang-je            | Kim Dong-yoon       | Cha Dong-min   |
| 2012   | Stanislav Denisov         | Yuma Yamada        | You Min-sung          | Lee Soon-kil    | Han Kyeo-re      | Lee Dong-eon           | Lee Sang-je         | Nam Yun-bae    |
| WTF-G1 |                           |                    |                       |                 |                  |                        |                     |                |
| 2011   | Cho Kyeong-jae            | Oh Kyutaek         | You Young-dae         | Steven Lin      | Dmitriy Kim      | Juan Sánchez           | Alexander Lunevskiy | Akmal Irgashev |
| WTF-G2 |                           |                    |                       |                 |                  |                        |                     |                |
| 2010   | Seung-Won lee             | Moslem Daeichi     | Lim Cheol-ho          | Lee Soon-kil    | Samuel Morrison  | Lee Dong-eon           | Bae Dae-yeol        | Nam Yun-bae    |
| WTF-G1 |                           |                    |                       |                 |                  |                        |                     |                |
| 2009   | Park Jong-hyun            | Lee Jong-ho        | Nattapong Tewawetchap | Chung Geun-ho   | Lee Hyo-yeol     | Kim Tae-hoon           | Koo Jae-seung       | Adrián Sánchez |
| 2009   | Sergey De                 | Lim In-mook        | Reza Naderian         | Siddhartha Bhat | Song Myeong-seob | Mohammad Rafiei        | Jayson Grant        | Akmal Irgashev |

## Palmarès femmes
| WTF-G2 | WTF-G2        | WTF-G2        | WTF-G2               | WTF-G2            | WTF-G2            | WTF-G2              | WTF-G2             | WTF-G2         |
| Année  | -46 kg        | -49 kg        | -53 kg               | -57 kg            | -62 kg            | -67 kg              | -73 kg             | +73 kg         |
| ------ | ------------- | ------------- | -------------------- | ----------------- | ----------------- | ------------------- | ------------------ | -------------- |
| 2019   | Kang Mi-reu   | Kang Bo-ra    | Wei Xiaojing         | Zhou Meiling      | Chen Yann-yeu     | Oh Hye-ri           | Myeong Mi-na       | Kim Bich-na    |
| 2018   | Kang Bo-ra    | Sim Jae-Young | Ha Min-ah            | Yoon Jeong-yeon   | Kim Da-yeong      | Kim Jan-di          | Melika Mirhosseini | An Sae-bom     |
| 2017   | Xueqin Tan    | Sim Jae-young | Lim Geum-byeol       | Pauline Lopez     | Umida Abdullaeva  | Nigora Tursunkulova | Lee Da-bin         | Li Donghua     |
| 2016   |               |               |                      |                   |                   |                     |                    |                |
| 2015   | Kim So-hui    | Ha Min-ah     | Wu Jingyu            | Lee Ah-reum       | Kim So-hee        | Paige McPherson     | Oh Hye-ri          | Kim Bich-na    |
| 2014   | Sim Jae-young | Lee Cho-hee   | Wu Jingyu            | Jade Jones        | Lee Da-bin        | Oh Hye-ri           | Milica Mandić      | Kim Bich-na    |
| 2013   | Park Hyo-ji   | Kim Jae-ah    | Kwon Eun-kyung       | Lee Ah-reum       | Noh Eun-sil       | Chen Jie            | Li Donghua         | An Sae-bom     |
| 2012   | Miyu Yamada   | Kim Hye-jeong | Kim Yu-jin           | Cheyenne Lewis    | Magda Wiet Henin  | Haby Niaré          | Li Hailing         | An Sae-bom     |
| WTF-G1 |               |               |                      |                   |                   |                     |                    |                |
| 2011   | Jung Goo-won  | Choi Yoo-jin  | Ha Ji-youn           | Wang Hae-ri       | Kim Sae-rom       | Farida Azizova      | Oh Sae-mi          | Linda Azzedine |
| WTF-G2 |               |               |                      |                   |                   |                     |                    |                |
| 2010   | Non disputé   | Lee Hsing-Hua | Suji lee             | Sabina Mikayilova | Chang Chiung-Fang | Park Hye-mi         | Kim Jin-kyung      | Bianca Walkden |
| WTF-G1 |               |               |                      |                   |                   |                     |                    |                |
| 2009   | Hong So-ra    | Kim Soo-young | Ha Ji-youn           | Daniela Felix     | Kim Hye-mi        | Hwang Kyung-seon    | Shin Eun-seo       | Guadalupe Ruiz |
| 2009   | Lee Seul-ki   | Kim Hye-jung  | Federica Mastrantoni | Jung Jin-hee      | Kim Mik-young     | Simona Hradilova    | Kirstie Alora      | Oh Jung-ah     |